# Humpeskeri
Humpeskeri är öar i Finland. De ligger i Skärgårdshavet och i kommunen Gustavs i den ekonomiska regionen  Nystadsregionen i landskapet Egentliga Finland, i den sydvästra delen av landet. Öarna ligger omkring 60 kilometer väster om Åbo och omkring 210 kilometer väster om Helsingfors.
Arean för den av öarna koordinaterna pekar på är 9,2 hektar och dess största längd är 0,7 kilometer i sydöst-nordvästlig riktning.